# Álvaro Lins (político do Rio de Janeiro)
Álvaro Lins (João Pessoa, 4 de julho de 1967) é um ex-oficial da Polícia Militar do Estado do Rio de Janeiro, e Polícia Civil e também ex-político brasileiro.
Começou sua carreira na Polícia Militar do Estado do Rio de Janeiro, e no governo de Marcello Alencar, quando ainda tenente, esteve envolvido em denúncias de ligação com o jogo do bicho, durante a chamada "Operação Mãos Limpas Tupiniquim", promovida pelo Ministério Público estadual, em 1994.
Mais tarde, fez concurso para Delegado da Polícia Civil. Foi aprovado com uma boa colocação nas provas intelectuais, mas foi reprovado na fase de investigação social, realizada na Academia de Polícia em 1996, por não ter sido considerado com uma boa vida pregressa, justamente porque, tramitava ainda o processo contra ele. Recorrendo ao Poder Judiciário, obteve medida liminar que determinou a sua nomeação para o cargo inicial da carreira de delegado de polícia.
Escolhido para a chefia da Polícia Civil pelo secretário de segurança à época Josias Quintal, que era policial militar, nos governos de Anthony Garotinho e de sua mulher, Rosinha Garotinho, foi candidato a deputado estadual em 2006, sendo eleito com cerca de 108.000 votos, após denúncias de compra de votos.
Em 2008 foi preso em flagrante pela Polícia Federal, acusado de crime continuado pois, segundo esta, teria recebido suborno do crime organizado e, com este dinheiro, comprou um apartamento onde vivia, possibilitando, desta forma, o flagrante.
Um dia após a sua prisão, a ALERJ, após consulta a seus membros, revogou a sua prisão.
No dia 12 de agosto de 2008, a Assembléia Legislativa, em sessão especialmente convocada para julgar o parecer da sua Comissão de Ética, que recomendava a cassação do mandato parlamentar do deputado, por 36 votos a favor e 24 contra, decidiu, em votação secreta do plenário, pelo seu afastamento definitivo da Casa Legislativa, por quebra do decoro parlamentar.
Um processo administrativo disciplinar na Comissão de Inquérito Administrativo da Polícia Civil, resultou na sua demissão "a bem do serviço público" do cargo de Delegado de Polícia, em 11 de março de 2009. Ficou recolhido ao presídio de segurança máxima Bangu 8, em RDD - Regime Disciplinar Diferenciado, aguardando a decisão nos processos criminais a que responde. Em 27 de maio 2009 conseguiu liberdade provisória, passando a responder em liberdade.
Em 2010 foi condenado pela Justiça Federal a 28 anos de prisão por formação de quadrilha armada, corrupção e lavagem de dinheiro, além de expedir recomendação à Polícia Militar pela cassação de sua patente de oficial. Em 2017 foi condenado novamente pelo Tribunal Regional Eleitoral do Rio de Janeiro a mais 3 anos e meio de prisão e multa, além de ficar inelegível por 8 anos, por omissão de despesas de campanha. Contudo, até o presente momento ainda possui carta patente de oficial da Polícia Militar, sendo para todos os efeitos capitão da reserva da corporação. 
Em outubro de 2010 foi lançado o filme Tropa de Elite 2. Nele, o secretário de segurança do Rio de Janeiro, depois eleito deputado federal, é apontado por muitos como sendo inspirado em Álvaro Lins.
Em 23 de outubro de 2024, Álvaro Lins foi reintegrado à Polícia Civil do Rio de Janeiro após 15 anos de sua demissão.